# Orgy
Az Orgy amerikai indusztriális/nu metal együttes.

## Története
1994-ben alakult meg Los Angelesben. Tagjai: Jay Gordon, Carlton Bost, Creighton Emrick, Nick Speck, Bobby Amaro. A zenekart Jay Gordon és Amir Derakh zenészek alapították, akik az Orgy megalakulása előtt ismeretlen együttesekben is játszottak. Derakh az évek alatt elhagyta a zenekart. Legismertebb számuk a Blue Monday című New Order-dal feldolgozása. A tagok egyéb zenekarokban is szerepeltek, például Julien-X, Dead by Sunrise, Hellflower, kill-o-watt. Az Orgy pályafutása alatt három stúdióalbumot dobott piacra. Tervben van egy negyedik nagylemez is, de arról egyelőre semmit nem tudni, még a bemutatási dátuma is ismeretlen. Csak a címe ismert: Entropy. Az együttes egyike volt a kilencvenes években virágzó nu metal műfaj képviselőinek.

## Diszkográfia
- Candyass (1998)
- Vapor Transmission (2000)
- Punk Statik Paranoia (2004)
- Entropy (TBA)